# Taloqan
Taloqan (del pastún: طالقان Tāloqān) es una ciudad de Afganistán y capital de la provincia de Tahār. Se encuentra a 860 m s. n. m. y está situado a unos 250 km de la capital Kabul. El grupo étnico mayoritario de la ciudad son los tayikos. Cuenta con una población de 258,758 habitantes, por lo que es la octava ciudad más poblada del país.
- Datos: Q477238
- Multimedia: Taloqan / Q477238